# Левомепромазин
Левомепромази́н («Тизерцин») — нейролептик, по свойствам близкий к аминазину. Относится к алифатическим производным фенотиазина. Входит в перечень жизненно необходимых и важнейших лекарственных препаратов.

## Общая информация
По строению отличается от аминазина наличием в положении 2 фенотиазинового ядра метоксильной группы (-ОСН3) вместо атома хлора и дополнительной метильной группы в алкиламиновой (разветвлённой) цепи.

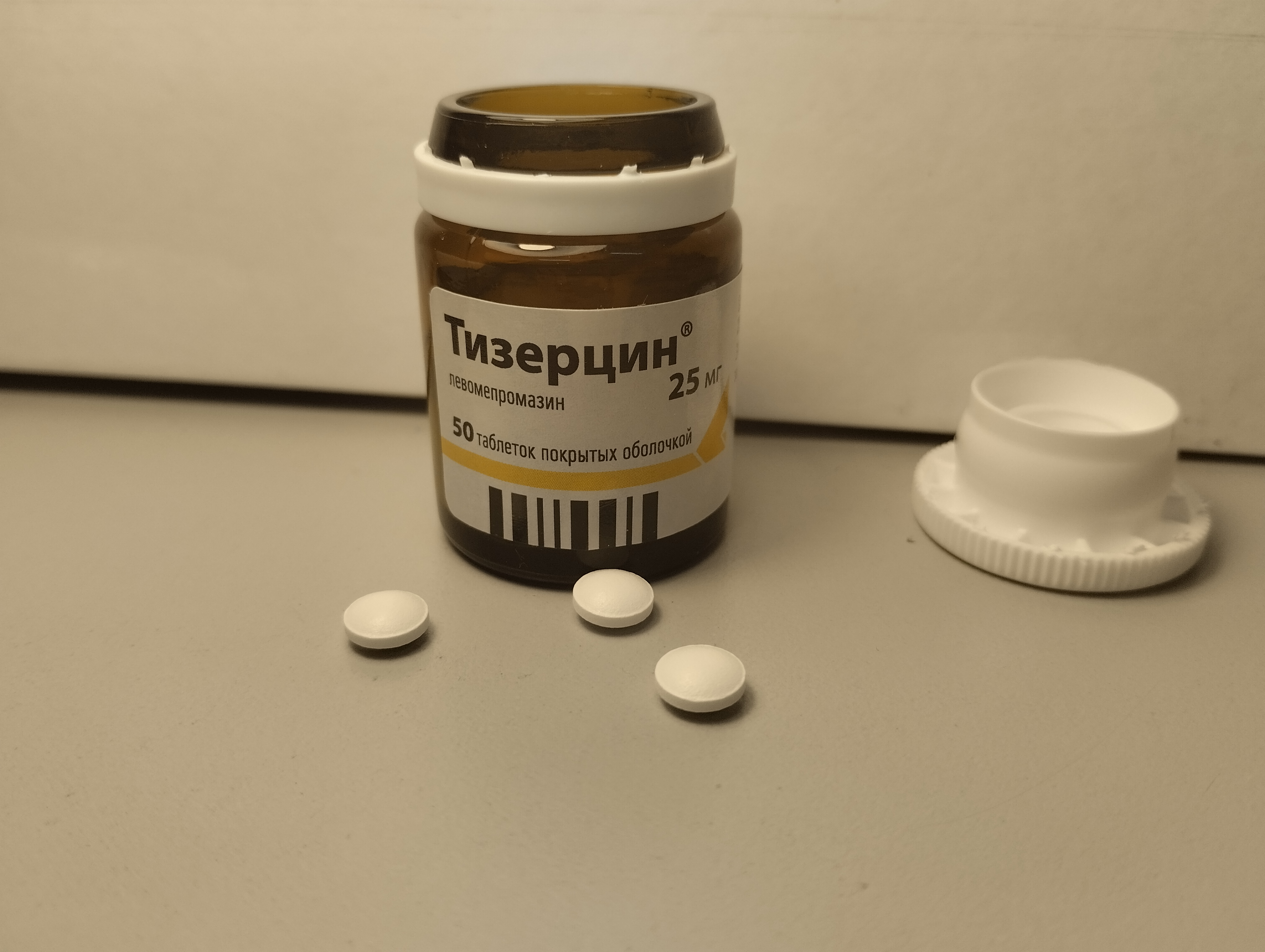
Внешний вид таблеток левомепромазина и флакона с наименованием, формой выпуска и дозировкой

По фармакологическим свойствам близок к аминазину. Способность потенцировать действие наркотических и анальгезирующих веществ, и гипотермический эффект у левомепромазина более выражены; обладает сильной адренолитической активностью, по холинолитическому и противорвотному действию уступает аминазину. Обладает выраженной противогистаминной активностью. Оказывает анальгезирующее действие. Вызывает относительно сильную гипотензию.
В отношении нейромедиаторных систем мозга характеризуется значительно более сильным блокирующим действием на норадренергические рецепторы, чем на дофаминергические.
По лечебному действию левомепромазин отличается большой активностью и быстротой наступления седативного эффекта, что позволяет применить его при острых психозах. Показаниями к применению левомепромазина являются психомоторное возбуждение различной этиологии, инволюционные психозы, депрессивно-параноидная шизофрения и другие психотические состояния, протекающие с явлениями тревоги, страха, двигательного беспокойства. В связи с интенсивным затормаживающим действием он особенно эффективен при тревожных состояниях, маниакальном онейроидно-кататоническом возбуждении. Высокая эффективность левомепромазина отмечена также при алкогольных психозах.
Назначают левомепромазин внутрь и парентерально (внутримышечно, реже внутривенно). Лечение возбуждённых больных начинают с парентерального введения 0,025—0,075 г препарата (1—3 мл 2,5 % раствора); при необходимости увеличивают суточную дозу до 0,2—0,25 г (иногда до 0,35—0,5 г) при внутримышечном введении и до 0,075—0,1 г при введении в вену. По мере успокоения больных парентеральное введение постепенно заменяют приёмом препарата внутрь. Внутрь назначают по 0,05—0,1 г (до 0,3—0,4 г) в сутки. Курсовое лечение начинают с суточной дозы 0,025—0,05 г (1—2 мл 2,5 % раствора или 1—2 таблетки по 0,025 г), увеличивая ежедневно дозу на 0,025—0,05 г до суточной дозы 0,2—0,3 г внутрь или 0,075—0,2 г парентерально (в редких случаях до суточной дозы 0,6—0,8 г внутрь). К концу курса лечения дозу постепенно уменьшают и назначают для поддерживающей терапии 0,025—0,1 г в сутки.
Для внутримышечного введения 2,5 % раствор левомепромазина разводят в 3—5 мл изотонического раствора натрия хлорида или 0,5 % раствора новокаина и вводят глубоко в верхний наружный квадрант ягодицы. Внутривенные введения производят медленно; раствор препарата разводят в 10—20 мл 40 % раствора глюкозы.
Для купирования острого алкогольного психоза назначают внутривенно 0,05—0,075 г (2—3 мл 2,5 % раствора) препарата в 10—20 мл 40 % раствора глюкозы. При необходимости вводят по 0,1—0,15 г внутримышечно в течение 5—7 дней.
В амбулаторной практике левомепромазин назначают больным с невротическими расстройствами, при повышенной возбудимости, бессоннице. Препарат принимают внутрь в суточной дозе 0,0125—0,05 г (1/2—2 таблетки).
В неврологической практике препарат применяют в суточной дозе 0,05—0,2 г при заболеваниях, сопровождающихся болевым синдромом (невралгия тройничного нерва, неврит лицевого нерва, опоясывающий лишай и др.).
Положительный эффект даёт применение левомепромазина при зудящих дерматозах.

## Побочные эффекты
Препарат обычно хорошо переносится. Возможные побочные явления такие же, как при применении аминазина, но менее выражены. Со стороны ЦНС: экстрапирамидные нарушения с преобладанием паркинсонизма, утомляемость, сонливость, депрессия. К экстрапирамидным побочным эффектам левомепромазина относятся, как правило, развивающиеся при больших дозах амимия, акинезия с мышечным напряжением в области рта и нарушением артикуляции, сочетающиеся с мышечной релаксацией, снижением пластического тонуса в конечностях.
Со стороны желудочно-кишечной системы: сухость во рту, нарушение функции печени, запоры.
Со стороны сердечно-сосудистой системы: ортостатическая гипотензия, тахикардия. Большим недостатком левомепромазина является его способность быстро и резко снижать артериальное давление. Для предупреждения ортостатического коллапса рекомендуют при введении препарата одновременно вводить подкожно или внутримышечно кордиамин (1—2 мл). Левомепромазин может усугублять сердечную недостаточность.
Со стороны системы кроветворения: агранулоцитоз.

## Синдром отмены
При отмене левомепромазина возможна так называемая «ранняя активация» — возникновение у пациента после отмены нейролептика избытка энергии, повышенной активности, бессонницы. Данный эффект связан с прекращением блокады гистаминовых рецепторов 1 типа (H1) и развивается при резкой отмене препаратов, для которых характерно сродство к этим рецепторам. В каждом конкретном случае необходим дифференциальный диагноз «ранней активации» с акатизией и с возбуждением вследствие самого психического расстройства.
Терапевтическая тактика при «ранней активации» заключается в более медленной смене терапии и назначении бензодиазепинов, в том числе и в целях профилактики.

## Противопоказания
Препарат противопоказан при стойкой гипотензии, особенно у больных пожилого возраста, при сердечно-сосудистой декомпенсации, поражениях печени, заболеваниях кроветворной системы, патологиях органов дыхания, эпилепсии и паркинсонизме, острых инфекциях, при кормлении грудью.

## Меры предосторожности
Внутримышечные инъекции левомепромазина болезненны. Рекомендуется менять места инъекций по причине возможности местной реакции тканей.
Для предупреждения ортостатического коллапса необходимо после первой большой дозы левомепромазина или после повторной дозы препарата назначить постельный режим в течение 30 минут.
В случае невозможности по клиническим показаниям отменить приём левомепромазина у беременных женщин необходимо в течение всего периода беременности назначать минимальные дозы препарата, снижая их к концу срока для предотвращения холинолитических эффектов у новорождённых.
В начальном, индивидуально определяемом периоде применения левомепромазина запрещается вождение транспортных средств и занятия другими потенциально опасными видами деятельности, которые требуют быстрой психической и двигательной реакции. В дальнейшем степень ограничений должна зависеть от индивидуальной переносимости препарата.
На фоне приёма левомепромазином запрещается употребление спиртных напитков.

## Лекарственные взаимодействия
Ингибиторы МАО, принимаемые на фоне терапии левомепромазином, повышают риск экстрапирамидных побочных эффектов из-за снижения метаболизма препарата в печени.
При сочетании левомепромазина с пароксетином усиливается действие обоих препаратов:418.
Одновременное назначение с левомепромазином лекарственных средств, оказывающих угнетающее действие на ЦНС, приводит к усилению центрального депрессивного действия.
Препарат резко снижает противопаркинсонический эффект леводопы из-за антагонистического взаимодействия, обусловленного вызываемой антипсихотиками блокадой дофаминовых рецепторов.
При одновременном приёме левомепромазина и гипотензивных средств возрастает риск развития ортостатической гипотонии.
Сочетание левомепромазина с прометазином обусловливает повышенный риск желудочковой тахикардии и пируэтной тахикардии.
При применении антацидных средств, содержащих соли, окиси или гидроокиси алюминия, магния или кальция, всасывание левомепромазина уменьшается, поэтому, если необходимо сочетанное использование этих препаратов, левомепромазин следует назначать за 1 час до или через 4 часа после приёма антацидного средства, если не показано парентеральное введение нейролептика.
Сочетание левомепромазина с лекарствами, обладающими холинблокирующей активностью, приводит к усилению нежелательных антихолинергических эффектов.
При сочетанном приёме с прокарбазином усиливается седативный эффект:418.
Левомепромазин усиливает наркотическое действие опиоидных анальгетиков:417.